# Galleria Mappo-Morettina
La galleria Mappo-Morettina è una galleria stradale svizzera, posta lungo la semiautostrada A13.
Aperta al traffico nel 1996, è lunga 5518 m e consente ai veicoli in transito di evitare l'attraversamento della città di Locarno.